# 南豫州
南豫州（なんよしゅう）は、中国にかつて存在した州。南北朝時代から唐初にかけて、現在の安徽省南部に設置された。

## 概要
422年（永初3年）、南朝宋により淮東に南豫州が立てられた。州治は歴陽に置かれた。430年（元嘉7年）、南豫州は豫州に併合された。439年（元嘉16年）、豫州から南豫州が分離された。445年（元嘉22年）、また南豫州は豫州に併合された。459年（大明3年）、また豫州から南豫州が分離された。461年（大明5年）、揚州の淮南郡と宣城郡が分離されて、南豫州に併合された。466年（泰始2年）にまた南豫州は豫州に併合され、淮南郡と宣城郡は揚州にもどされた。まもなくまた豫州から南豫州が分離された。467年（泰始3年）、南豫州は豫州に併合された。468年（泰始4年）、揚州の淮南郡と宣城郡が分離されて南豫州が立てられ、宣城に州治が置かれた。469年（泰始5年）、南豫州は廃止された。471年（泰始7年）、豫州の歴陽郡・淮陰郡・南譙郡と南兗州の臨江郡が分離されて南豫州が立てられた。472年（泰豫元年）、南汝陰郡が豫州に転属し、豫州の廬江郡が南豫州に転属した。南豫州は歴陽郡・南譙郡・廬江郡・南汝陰郡・南梁郡・晋熙郡・弋陽郡・安豊郡・汝南郡・新蔡郡・陳郡・南頓郡・潁川郡・西汝陰郡・汝陽郡・陳留郡・南陳左郡・辺城左郡・光城左郡の19郡を管轄した。
南朝斉のとき、南豫州は淮南郡・宣城郡・歴陽郡・南譙郡・廬江郡・臨江郡の6郡を管轄した。
526年（普通7年）、南朝梁により合肥に南豫州が置かれた。547年（太清元年）、合肥の南豫州は合州と改められ、寿春に南豫州が置かれた。
589年（開皇9年）、隋が南朝陳を滅ぼすと、南豫州は宣州と改められた。607年（大業3年）、宣州は宣城郡と改称された。
620年（武徳3年）、唐が杜伏威を降伏させると、当塗県に南豫州が置かれた。625年（武徳8年）、南豫州は廃止され、宣州に編入された。